# Polyaulacus
Polyaulacus is een geslacht van kevers uit de familie van de loopkevers (Carabidae). De wetenschappelijke naam van het geslacht is voor het eerst geldig gepubliceerd in 1878 door Chaudoir.

## Soorten
Het geslacht Polyaulacus omvat de volgende soorten:
- Polyaulacus brunneus Chaudoir, 1878
- Polyaulacus kilimanus Alluaud, 1917
- Polyaulacus nigrostriatus Basilewsky, 1947
- Polyaulacus pallidus Peringuey, 1908